# مایلستون کورپوریشن
مایلستون کورپوریشن (انگلیسی: Milestone Corporation) شرکت بازی ویدئویی ایتالیایی است، که در سال ۱۹۹۴ تأسیس شد.